# لويس أرينال باستار
لويس أرينال باستار (بالإسبانية: Luis Arenal Bastar)‏ (و. 1908 – 1985 م) هو رسام، ونَحّات من المكسيك .